# ظرفاء جامعيون
الظرفاء الجامعيون أو الكيسى الجامعيون هي عبارة تُستخدم لتسمية مجموعة من أواخر القرن السادس عشر  الإنجليزية  كتاب مسرحيون وكتيبات تلقوا تعليمهم في الجامعات ( أكسفورد أو  كامبريدج) والذين أصبحوا كتّاب علمانيين مشهورين. الأعضاء البارزون في هذه المجموعة هم كريستوفر مارلو، روبرت جرين، وتوماس ناش من كامبريدج، وجون ليلي، توماس لودج وجورج بيل من أكسفورد. يتم تضمين توماس كيد أيضًا في المجموعة أحيانًا، على الرغم من أنه لم يكن من أي من الجامعات المذكورة أعلاه. هذه الرابطة المتنوعة والموهوبة من الكتاب والمسرحيين في لندن المسرح لعصر النهضة المسرحي في إنجلترا الإليزابيثية. تم تحديدهم على أنهم من أوائل الكتاب المحترفين في اللغة الإنجليزية، ومهدوا الطريق لكتابات وليام شكسبير، الذي ولد بعد مارلو بشهرين فقط.

## شرط

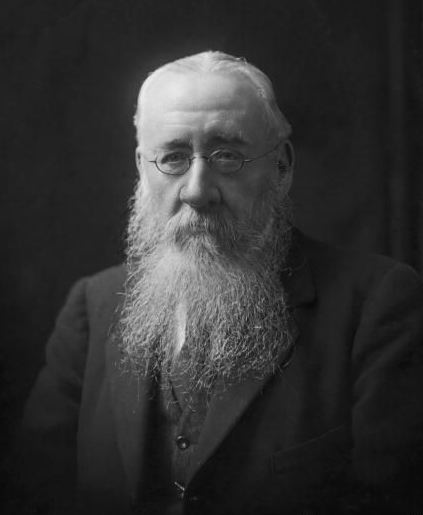
جورج سينتسبري ، الذي ابتكر مصطلح "ذكاء جامعي"

مصطلح «الظرفاء الجامعيون» لم يستخدم في حياتهم، ولكن صاغه جورج سينتسبيري، وهو صحفي ومؤلف من القرن التاسع عشر.  يجادل سينتسبري بأن «النسغ الصاعد» للإبداع الدرامي في ثمانينيات القرن الخامس عشر أظهر نفسه في «فرعين منفصلين للشجرة الوطنية»:
في المقام الأول، لدينا مجموعة من الظرفاء الجامعيون، العصابة الشاقة، إن لم تكن حكيمة دائمًا، من رجال الأدباء المعروفين، وعلى رأسهم ليلي، مارلو، جرين، بيل، لودج، ناش، وربما (لصلته)  مع الجامعات غير معروف بالتاكيد) كيد.  في الثانية، لدينا مجموعة غير منتظمة من الغرباء واللاعبين وغيرهم، الذين شعروا بأنهم مجبرون على التأليف الأدبي والدرامي بشكل أساسي، والذين يتباهون بشكسبير كرئيس لهم، والذين يمكن أن يدعيوا له أنه مجرد ثوانٍ وليس مجرد مواهب شيتل غير الكاملة،  الأحد، وغيرهم ممن قد نذكرهم في هذا الفصل، ولكن العديد من الزخارف الكمال في وقت لاحق.[بحاجة لمصدر] 
يجادل سينتسبري أن دهاء استندوا إلى الدراما الشعرية الأكاديمية المتثاقلة لتوماس ساكفيل، ووسائل الترفيه الشعبية والحيوية من «كتّاب المهزلات والفواصل المتنوّعة»، لإنشاء أولى الأعمال الدرامية القوية حقًا باللغة الإنجليزية.  الظرفاء الجامعيون، «مع مارلو على رأسهم، جعلوا سطر البيت الفارغ لأغراض درامية، ورفضوا، وصقلوا كما كانوا، وزراعة النماذج الكلاسيكية، وأعطوا المأساة الإنجليزية ماجنا كارتا للحرية والخضوع لقيود الحياة الفعلية  فقط».  ومع ذلك، فقد فشلوا في «تحقيق صورة مثالية للحياة».  تُركت «للممثلين - الكتاب المسرحيين الذين نشأوا من بدايات متواضعة للغاية، لكنهم يمتلكون في زملائهم شكسبير بطلًا لا مثيل له في العصور القديمة والحديثة، استعاروا تحسينات الظرفاء الجامعيون، وأضافوا معرفتهم الخاصة بالمسرح، وبمساعدة شكسبير  حقق سيد الدراما في العالم».
استخدم مصطلح «الظرفاء الجامعيون» من قبل العديد من الكتاب في القرن العشرين للإشارة إلى مجموعة المؤلفين المدرجة من قبل سينتسبيري، غالبًا باستخدام نموذجه الأساسي للتطور الدرامي.  أدولفوس ويليام وارد في كتابه «تاريخ كامبردج للأدب الإنجليزي» (1932) له فصل عن «مسرحيات الظرفاء الجامعيون»، حيث يجادل بأن «الفخر بالتدريب الجامعي الذي وصل إلى حد الغطرسة» تم دمجه مع «الأفكار القيمة حقًا و  الأساليب الأدبية».  في عام 1931، كتب ألارديس نيكول أنه «تُرك الأمر لما يسمى بالظرفاء الجامعيون لجعل المأساة الكلاسيكية شعبية وتوحيد المأساة الشعبية في البناء وإدراك هدفها.»

## صفات

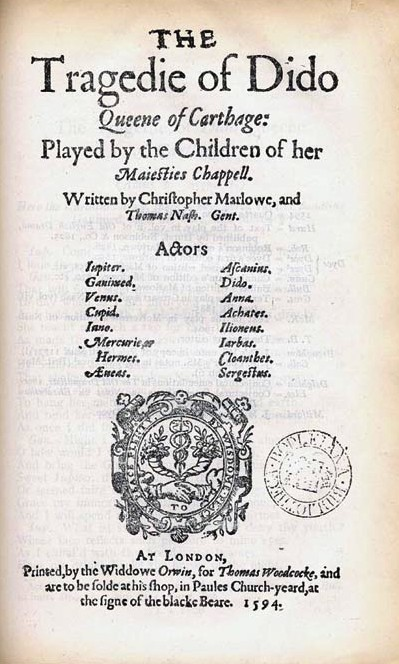
صفحة عنوان ديدو ، ملكة قرطاج ، شارك في كتابتها مارلو وناش

يجادل إدوارد ألبرت في كتابه تاريخ الأدب الإنجليزي (1979) بأن مسرحيات الظرفاء الجامعيون لها العديد من السمات المشتركة:
(أ) كان هناك ولع بالموضوعات البطولية، مثل حياة الشخصيات العظيمة مثل محمد وتمبورلين.
(ب) المواضيع البطولية تحتاج إلى معالجة بطولية: امتلاء وتنوع كبير؛  الأوصاف الرائعة، والخطب الطويلة المنتفخة، والتعامل مع الأحداث والعواطف العنيفة.  هذه الصفات، الممتازة عندما يتم تقييدها، تؤدي في كثير من الأحيان إلى الجهارة والاضطراب.
(ج) كان الأسلوب أيضًا «بطوليًا».  كان الهدف الرئيسي هو تحقيق خطوط قوية وصوتية ونعوت رائعة وخطاب قوي.  أدى هذا مرة أخرى إلى الإساءة وإلى مجرد التفجير، وفي أسوأ الحالات إلى الهراء.  في أفضل الأمثلة، كما هو الحال في مارلو، كانت النتيجة رائعة للغاية.  في هذا الصدد، تجدر الإشارة إلى أن أفضل وسط لمثل هذا التعبير هو الآية الفارغة، والتي كانت مرنة بدرجة كافية لتحمل الضغط القوي لهذه الأساليب التوسعية.

(د) كانت الموضوعات عادة ما تكون مأساوية بطبيعتها، لأن المسرحيين كانوا كقاعدة أكثر جدية في الاهتمام بما كان يعتبر النوع الأدنى من الكوميديا.  يعد الافتقار العام للفكاهة الحقيقية في الدراما المبكرة أحد أبرز معالمها.  الدعابة، عندما يتم تقديمها على الإطلاق، تكون خشنة وغير ناضجة.  الممثل الوحيد لكتاب الكوميديا الحقيقية تقريبًا هو ليلي.
يجادل جي. كي حونتر بأن «التعليم الإنساني» الجديد للعصر سمح لهم بخلق «دراما تجارية معقدة، تعتمد على تأميم المشاعر الدينية» بطريقة تجعلها تخاطب الجمهور «المحاصر في التناقضات والتحرر التي كان تاريخها  فرض».
في حين أن مارلو هو أشهر كاتب مسرحي بينهم، فقد اشتهر جرين وناش بمنشوراتهما المثيرة للجدل والفاشية والجدل، مما خلق شكلاً مبكرًا من الصحافة.  أطلق على غرين لقب «أول كاتب محترف سيئ السمعة».

## النزاعات المفترضة
هجوم واضح على شكسبير باعتباره «غرابًا مغرورًا» في الكتيب جريش جرينز - يستحق الذكاء، الذي نُشر على أنه عمل لروبرت غرين المتوفى مؤخرًا، أدى إلى الرأي القائل بأن«الفرعين» يصفهما سينتسبري كانت في صراع، وأن الظرفاء الجامعيون استاءوا من ظهور «الممثلين والكتاب المسرحيين»، حيث لم يكن شكسبير يتمتع بتعليم النخبة الذي كان يتمتع به الذكاء. ومع ذلك، يعتقد العديد من العلماء أن الكتيب كتبه في الواقع هنري شيتل، وهو كاتب ذكره سينتسبيري كواحد من «العصابة غير المنتظمة من الغرباء» التي يُفترض أن الذكاء يستاء منهم. في كتيب "Greene" يخبر زملائه الكتاب - الذين يُفترض عمومًا أنهم Peele و Marlowe و Nashe - أن ينتبهوا إلى مغرور «مزين بريشنا».تجادل جيني ساجر بالقول: «من مفهومها، زود مصطلح» الظرفاء الجامعيون «أجيالًا من النقاد بلوحة صوت يمكن من خلالها التعبير عن مواقفهم تجاه الأوساط الأكاديمية الحديثة»، وغالبًا ما يضع الذكاء المفترض ضد شكسبير وآخرين كممثلين عن موهبة غير متمرسة. يقول جيفري كناب إن بعض المؤلفين تخيلوا «حربًا شاملة» بين المؤلفين والممثلين، بدأها الذكاء. ينتقد كناب ريتشارد هيلجرسون لادعائه أن أحد أشكال المسرح الشعبي قد تم استبداله بـ «مسرح مؤلف» نخبوي بسبب أعمال الذكاء، مجادلاً بأن المديح للممثلين والاستعداد للتعاون هما أكثر نموذجية في حياتهم المهنية.